# Wyspy Wewnętrzne
Wyspy Wewnętrzne (ang. Inner Islands, fr. Îles Proches, także: Îles Intérieures) – grupa wysp na Oceanie Indyjskim, w bezpośrednim otoczeniu wyspy Mahé. Wraz z Wyspami Zewnętrznymi składają się na terytorium państwa Seszele.
Wyspy Wewnętrzne zbudowane są w przeważającej części ze skał granitowych. Porośnięte są bujną roślinnością tropikalną. Skupiają na swoim terytorium większość ludności Seszeli. Największe wyspy to Mahé, Silhouette, Praslin i La Digue.

## Pochodzenie archipelagu
Przeszłość geologiczna granitowych Wysp Wewnętrznych nie została do końca wyjaśniona. Jest to jedyny na świecie archipelag wysp oceanicznych zbudowany w sposób identyczny jak kontynenty. Wszystkie inne wyspy stopniowo wyłaniały się z oceanu w wyniku nagromadzenia koralowców lub wypiętrzenie skorupy ziemskiej w wyniku działalności podwodnych wulkanów. Wyspy Wewnętrzne najprawdopodobniej powstały natomiast około 65 milionów lat temu po odłączeniu się od dryfującego wówczas przez ocean subkontynentu indyjskiego. Około 25 milionów lat wcześniej od subkontynentu tego odłączył się Madagaskar (tłumaczy to unikatową florę i faunę Madagaskaru i Seszeli). 
Istnieją teorie łączące powstanie Seszeli z wymieraniem kredowym - wielki meteoryt, który prawdopodobnie spadł na Ziemię na obszar dzisiejszej Zatoki Meksykańskiej i przyczynił się wyginięcia dinozaurów, miałby rozpaść się jeszcze w kosmosie, a jego część miałaby po obróceniu się Ziemi uderzyć w Ocean Indyjski i doprowadzić do pęknięcia subkontynentu indyjskiego. Inne teorie wskazują na fakt, że sam upadek meteorytu na półkuli zachodniej mógł wywołać wstrząsy sejsmiczne, zdolne obudzić wulkany i rozerwać płyty tektoniczne po drugiej stronie globu. 
Początkowo Seszele były przypuszczalnie dużym fragmentem lądu o powierzchni zbliżonej do obszaru dzisiejszej Polski. Dopiero podniesienie się poziomu mórz i erozja spowodowały, że zachowały się do dziś tylko wierzchołki najwyższych gór. Wyspy Silhoutte i North Island oprócz granitu zbudowane są także w dużej mierze z wulkanicznego sjenitu, co dowodzi, że są to pozostałości gór, wypiętrzonych wskutek aktywności wulkanicznej pierwotnego lądu seszelskiego.
Wyspy Bird Island i Denis Island, daleko na północnych krańcach archipelagu, swoje istnienie zawdzięczają prawdopodobnie dopiero zmianie prądów oceanicznych ok. 4 tysięcy lat temu. Obniżył się wówczas poziom oceanu, odsłaniając zbudowane głównie z koralowców wysepki.

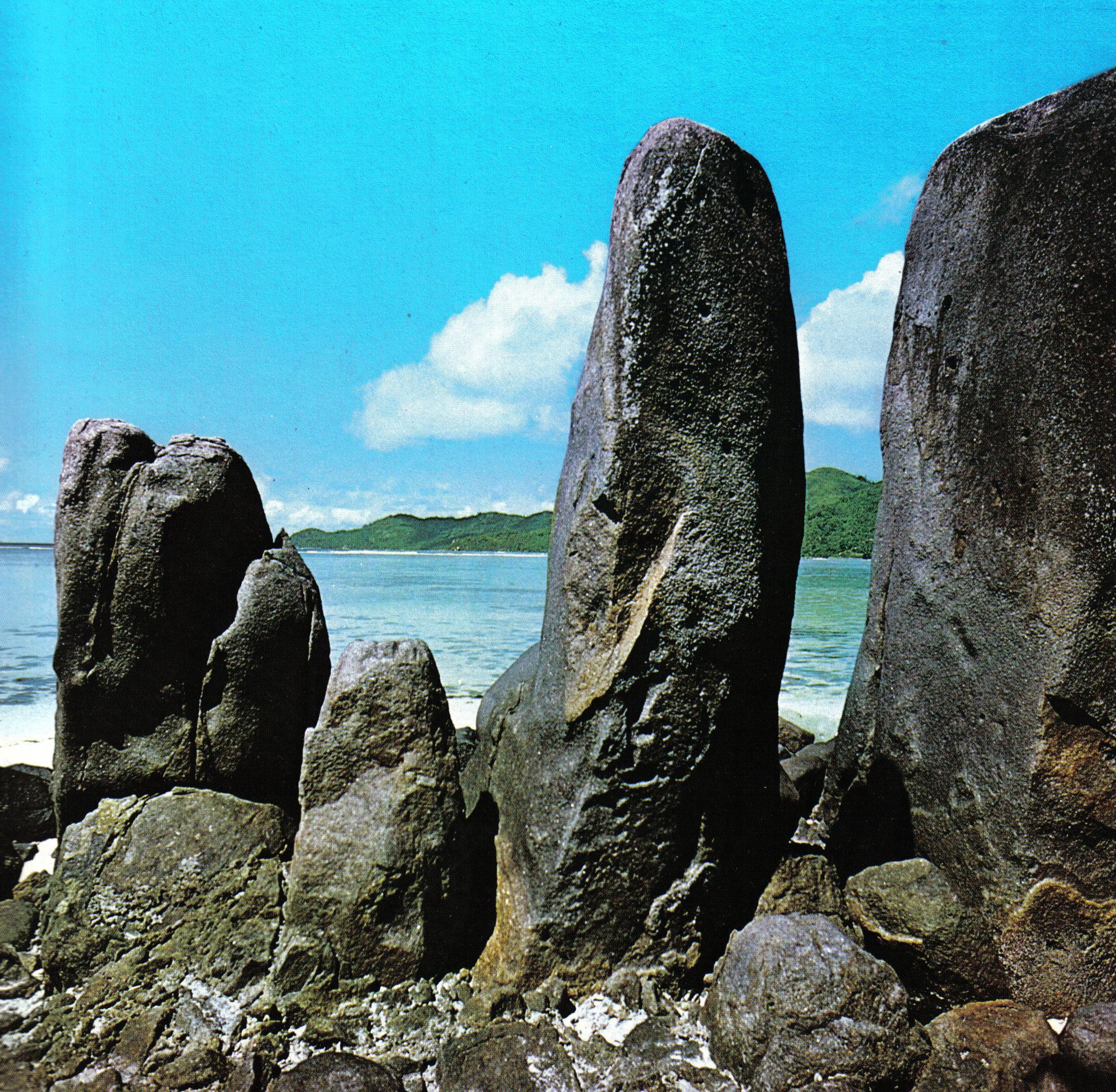
Granitowe skały na Anse Royale (Mahé).
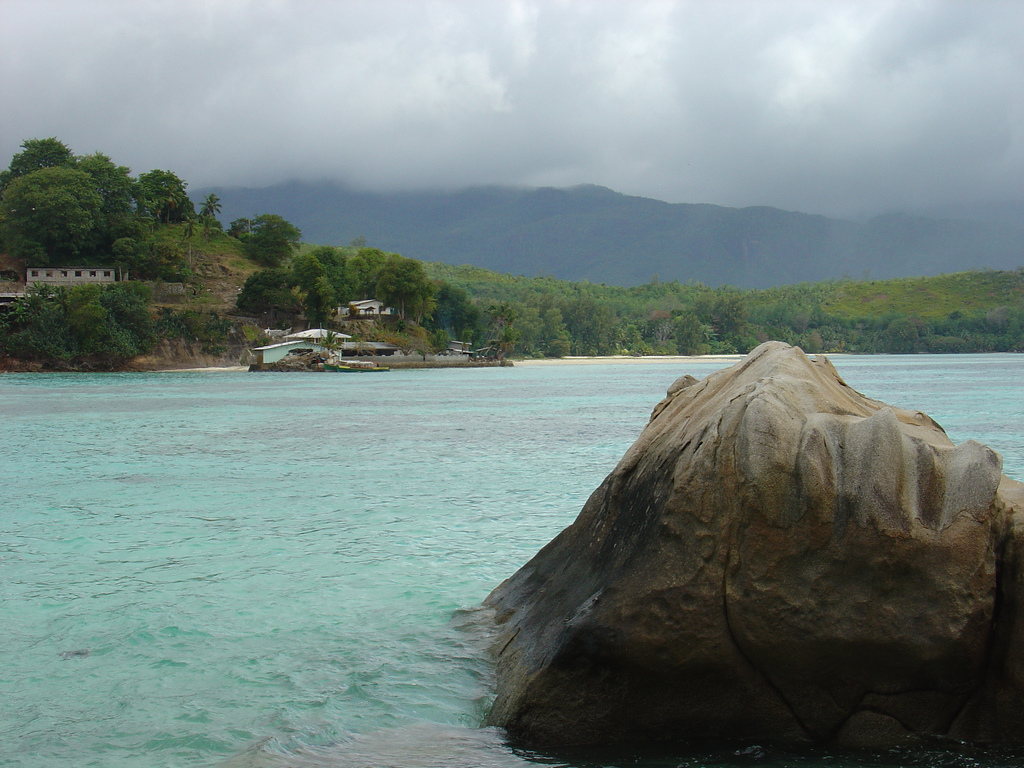
Granitowa skała u brzegów Moyenne Island.
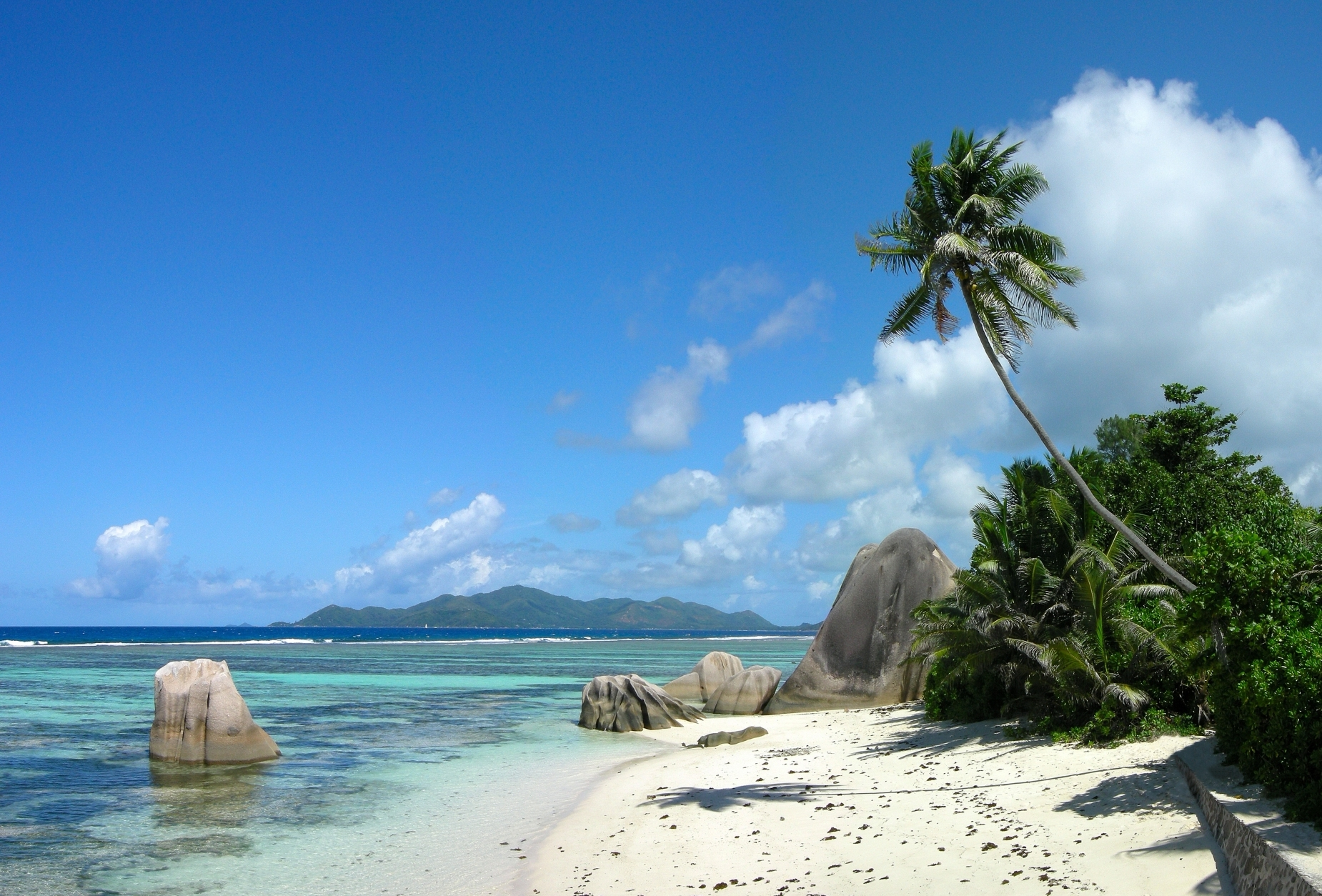
Plaża na wyspie La Digue.

## Wyspy Wewnętrzne

### Wyspy granitowe
- Mahé
- Praslin
- Silhouette
- La Digue
- Curieuse
- Felicite Island (Île Félicité)
- Fregate Island (Île Frégate)
- Sainte Anne
- North Island (Île du Nord)
- Cerf Island (Île au Cerf)
- Mary Anne Island (Marianne)
- Therese Island (Île Thérèse)
- Aride Island (Île Aride)
- Conception
- Cousin
- Cousine
- Long Island (Île Longue)
- Recif Island (Île aux Récifs)
- Round Island (Praslin) (Île Ronde)
- Anonyme Island
- Moyenne Island (Île Moyenne)
- Île aux Vaches Marines
- L'Islette

- Île Sèche
- Île Cachée
- Coco Island (Île aux Cocos)
- Round Island (Mahé) (Île Ronde)
- L'Îlot Frégate
- Booby Island
- Chauve Souris (Mahé)
- Chauve Souris (Praslin)
- La Fouche
- Île Hodoul
- L'Ilot
- Île Aux Rats
- Souris
- Saint-Pierre (Praslin)
- Zavé
- Harrison Rocks (Grande Rocher)
- The Sisters (Les Sœurs)
  - East Sister Island (Grande Sœur)
  - West Sister Island (Petite Sœur)

### Wyspy koralowe
- Bird Island (Île aux Oiseaux)
- Denis Island (Île Denis)